# تخته فیبر متراکم

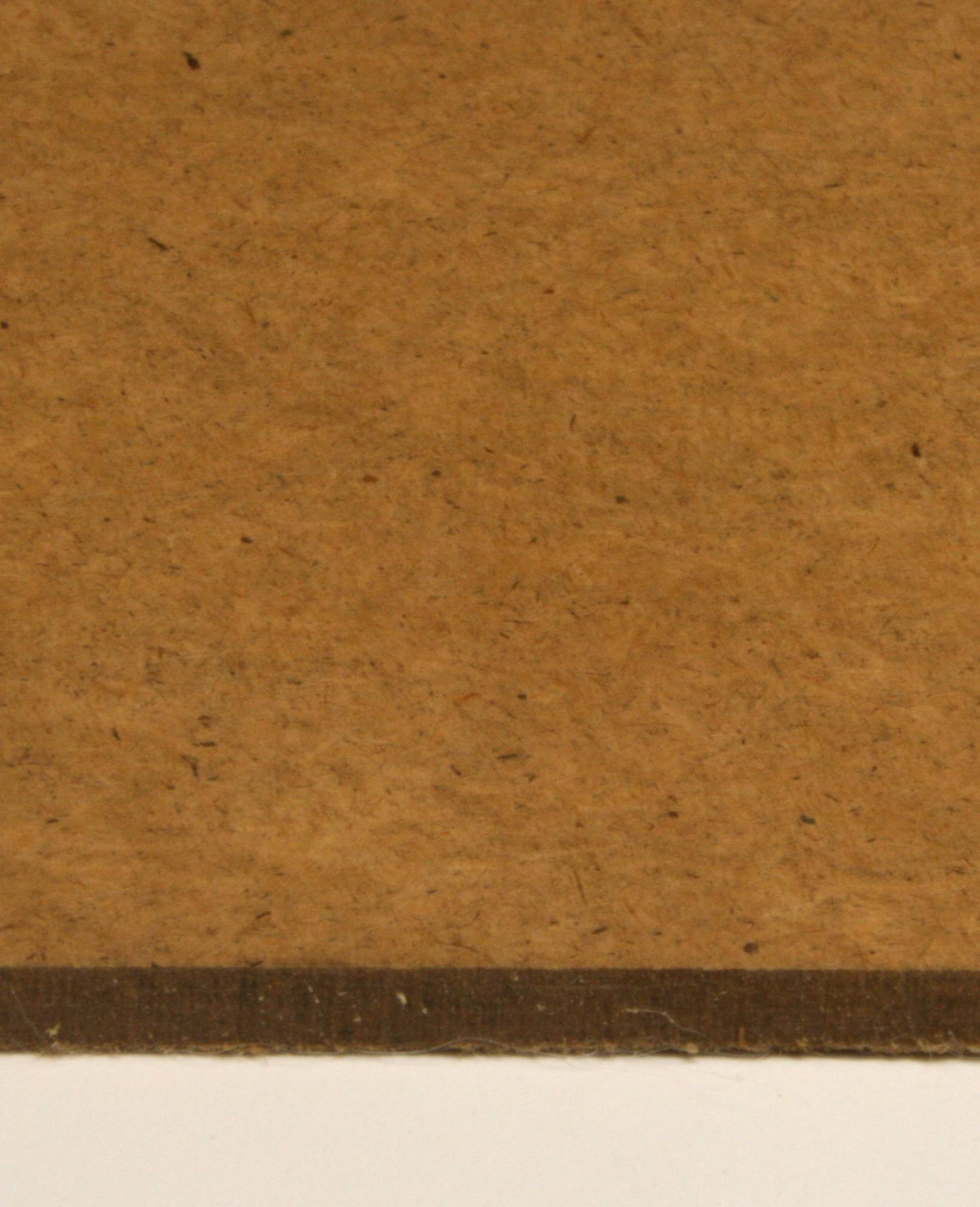
تصویر تخته نرم متراکم

تخته فیبر متراکم یا اچ دی اف (HDF (High Density Fiberboard  نوعی تخته فیبر است

## روش ساخت
طی فرایند فیبرسازی با بیشتر کردن میزان فیبر، چسب و فشار در حین تولید اوراق سنگین تری با چگالی بالای ۸۰۰ کیلو گرم بر متر مکعب تولید می‌شود. افزایش چگالی
فیبر علاوه بر افزایش استحکام قابلیت‌های ماشین کاری و سطح‌سازی (رنگ و روکش) را افزایش می‌دهد.

## تاریخچه
در سال ۱۹۶۲ اولین کارخانه تولید اچ. پی. ال در شهر لورل تأسیس شد که این واحد در حال حاضر بزرگترین کارخانه تولیدکننده اچ پی. ال در دنیا به‌شمار می‌رود.

## انواع اچ دی اف
روکوب گونیایی: این صفحات دارای رنگهای مختلفی مانند: مرمری روشن و تیره هستند و گاهی رنگ آن‌ها را به صورت موج چوب در می‌آورند. این صفحات قابل شستشو با آب سرد و گرم است و برای پوشش دیوارها به کار می‌رود.
روکوب مربعی: گاهی صفحات روکوب را به شکل (مربع یا مستطیل) در می‌آورند و برای پوشش کف آشپزخانه، حمام، و سرویسها استفاده می‌شود.